# Oscillatoriales
Oscillatoriales je řád sinic, do něhož se řadí vláknití, avšak nevětvení zástupci, kteří nejsou schopní tvorby heterocytů ani akinet. Buňky jsou obvykle kratší než široké. Typovým rodem je drkalka (Oscillatoria). Buňky zástupců tohoto řádu někdy vykazují drkavý či plíživý typ pohybu. Rozmnožování probíhá rozpadem vlákna na hormogonie. Na konci vláken, na poslední buňce bývá přítomna čepička.